# Šilutė (gemeente)
Šilutė is een van de 60 Litouwse gemeenten, in het district Klaipėda.
De hoofdplaats is de gelijknamige stad Šilutė. De gemeente telt 55.400 inwoners op een oppervlakte van 1706 km².

## Plaatsen in de gemeente
Plaatsen met inwonertal (2001):
- Šilutė – 21476
- Švėkšna – 2053
- Žemaičių Naumiestis – 1716
- Rusnė – 1642
- Traksėdžiai – 1246
- Juknaičiai – 1106
- Vainutas – 993
- Macikai – 967
- Saugos – 945
- Pagryniai – 934